# 26586 Harshaw
26586 Harshaw (tên chỉ định: 2000 EF116) là một tiểu hành tinh vành đai chính. Nó được phát hiện bởi Richard E. Hill thông qua Catalina Sky Survey ngày 10 tháng 3 năm 2000. Nó được đặt theo tên Richard Harshaw, một nhà thiên văn nghiệp dư Mỹ ở Arizona.